# القصف الكيميائي لسردشت
وقع القصف الكيماوي على سردشت في 28 يونيو 1987. في ذلك اليوم، أسقط العراق قنابل غاز الخردل على سردشت، أذربيجان الغربية، في قصفين منفصلين على أربع مناطق سكنية. قُدر في البداية أن 110 مدنياً ماتوا و 8000 واصيب مدنيون في القصف.
من بين 20000 نسمة، لا يزال 25٪ يعانون من أمراض خطيرة من جراء الهجمات. وقعت الهجمات بالغاز خلال الحرب الإيرانية العراقية، عندما استخدم العراق بشكل متكرر الأسلحة الكيماوية ضد المدنيين والجنود الإيرانيين .
فيلم شجرة الجوز مستوحى من هذا الحدث.

## المسؤولية عن الهجوم
في أبريل 2004، قضت محكمة طهران العامة بأن حكومة الولايات المتحدة مسؤولة عن الهجمات، بسبب دعمها السابق لحكومة صدام حسين. أمرت الحكومة الأمريكية بدفع 600 مليون دولار تعويضات للضحايا.
لأن سردشت لم يكن يعتبر هدفًا عسكريًا، كان السكان غير محميين وغير مستعدين لهجوم بالأسلحة الكيماوية. لقد اعتاد المواطنون الذين يعيشون بالقرب من الحدود وجبهة الحرب، على القصف العراقي بالأسلحة التقليدية. ومع ذلك، أخبر الناس الأطباء فيما بعد أنهم لا يعرفون أن القنابل تحمل أسلحة كيماوية؛ في الواقع، في البداية، كانوا قد ارتاحوا عندما لم تنفجر القنابل.

## الضحايا
بسبب اتجاه الرياح، حتى المستشفى ومركز النقاهة كانا ملوثين، واضطر عدد قليل من الأطباء والممرضات الذين كانوا يعملون هناك إلى المغادرة. تم استخدام حمامين عامين لتطهير الضحايا وتم تحويل ملعب صغير إلى مرفق طبي يضم 150 سريراً. في غضون الساعات القليلة الأولى، توفي حوالي 30 شخصًا، معظمهم من الأطفال وكبار السن، بسبب مشاكل تنفسية حادة.
من أصل 12000 نسمة، وفقًا للتقارير الرسمية، تعرض 8000 شخص للخطر. من بين 4500 يحتاجون إلى رعاية طبية، تم نقل 1500 إلى المستشفى، 600 منهم في طهران. وتم علاج 3000 آخرين كمرضى خارجيين وخرجوا من المستشفى. كثير من هؤلاء المرضى الخارجيين البالغ عددهم 3000 مريض غادروا المدينة إلى القرى وحاولوا علاج أنفسهم، باستخدام الأدوية التقليدية، وما إلى ذلك. هؤلاء الأشخاص ليس لديهم سجلات طبية لتعرضهم وهم يواجهون الآن صعوبة في الحصول على الإعانات الحكومية.
وكان بعض عمال الإنقاذ من بين الضحايا البالغ عددهم 4500 الذين احتاجوا إلى رعاية طبية. أعلنت جمهورية إيران الإسلامية هذا الهجوم (الكيميائي) على سردشت باعتباره هجومًا غير إنساني، وسميت سردشت كأول مدينة كانت ضحية للتسليح الكيميائي في العالم بعد القصفين الذريين لهيروشيما وناجازاكي.
الخسائر البشرية حتى عام 2007: قُتل ما مجموعه 130 شخصًا (109 مدنيين و 21 عسكريًا وغيرهم) جراء هجوم خردل الكبريت على سردشت في يونيو 1987. توفي عشرون شخصًا في الساعات القليلة الأولى، وتوفي عشرة أثناء الإجلاء إلى مدن أخرى، وتوفي حوالي مائة آخرون في مستشفيات في إيران وأوروبا خلال الشهر التالي. ومن بين المدنيين الذين لقوا حتفهم، كان 39 منهم دون سن 18، بينهم 11 دون سن الخامسة. ماتت 34 امرأة وفتاة.
لا يعتبر الخردل عاملاً مميتًا، ولكنه عامل مُعيق، حيث يتسبب في وفاة 3-5٪ فقط. العديد من 95٪ ممن نجوا من هجوم غاز سردشت، أصيبوا بمضاعفات خطيرة طويلة الأمد على مدى السنوات القليلة التالية، بما في ذلك مشاكل تنفسية خطيرة، وآفات في العين، ومشاكل جلدية، بالإضافة إلى مشاكل في جهاز المناعة لديهم.
في 21 آذار / مارس 1986، أعلن مجلس الأمن التابع للأمم المتحدة أن أعضاء المجلس "قلقون للغاية من الاستنتاج الإجماعي للمختصين بأن القوات العراقية قد استخدمت الأسلحة الكيميائية في مناسبات عديدة ضد القوات الإيرانية ... [و] يدين أعضاء المجلس بشدة هذا الاستخدام المستمر للأسلحة الكيميائية في انتهاك واضح لبروتوكول جنيف لعام 1925 الذي يحظر استخدام الأسلحة الكيميائية في الحرب "(S / 17911 و Add.1 ، 21 آذار / مارس 1986). وصوتت الولايات المتحدة ضد إصدار هذا البيان.

## منظمة حظر الأسلحة الكيميائية
في 29 أبريل 1997، بعد سنوات من الهجمات الكيماوية على حلبجة وسردشت، دخلت اتفاقية الأسلحة الكيميائية، وهي معاهدة للحد من الأسلحة تديرها منظمة حظر الأسلحة الكيميائية (OPCW)، حيز التنفيذ.

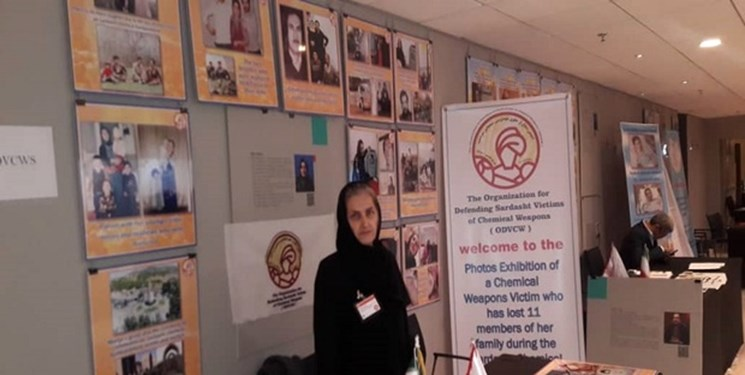
منظمة حظر الأسلحة الكيميائية. معرض ضحايا سردشت

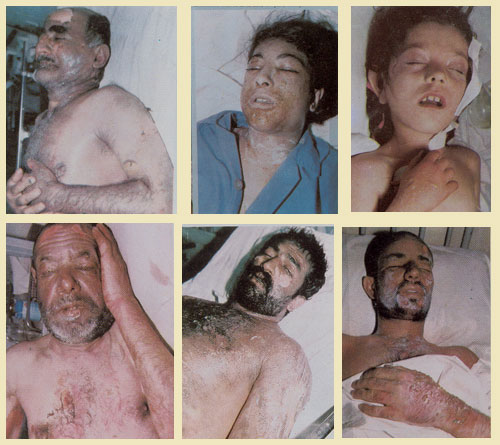
ضحايا اعتداءات العراق على سردشت بالأسلحة الكيماوية

## سردشت وهيروشيما
في 28 يونيو 2004، إحياءً لذكرى شهداء القصف الكيميائي لسردشت والذكرى السنوية لليوم الوطني لمكافحة الأسلحة الكيماوية والميكروبية، أطلق على أحد شوارع سردشت اسم هيروشيما. وتحدث وفد ياباني من ناغازاكي وهيروشيما في الحفل. تم إطلاق 111 من الحمام الأبيض في السماء في موقع الضحايا. في مدينة هيروشيما، سمي أحد الشوارع باسم سردشت، وفي كل عام يرسل رئيس بلدية هيروشيما رسالة بمناسبة 28 يونيو، ومجموعة من المنظمات غير الحكومية الإيرانية ذات الصلة بنزع الأسلحة الكيميائية يسافرون إلى اليابان للمشاركة في ذكرى قصف هيروشيما. تقيم المنظمات غير الحكومية الإيرانية أيضًا المعرض السنوي في لاهاي بهولندا، وتتواصل مع جمعيات ضحايا أسلحة الدمار الشامل في البلدان الأخرى، وتؤسس متحفًا للسلام يركز على آثار الأسلحة الكيميائية، والعضوية في الشبكة الدولية لمتاحف السلام، والمشاركة في ذكرى هيروشيما وناجازاكي في اليابان.